# Georg Keppler
Georg Heinrich Keppler (Mainz, 7 mei 1894 - Hamburg, 16 juni 1966) was een Duitse officier en SS-Obergruppenführer en generaal bij de Waffen-SS. Tijdens de Tweede Wereldoorlog voerde hij het commando over 2. SS-Panzer-Division Das Reich, 3. SS-Panzer-Division Totenkopf, I. SS-Panzerkorps en het III. (germanisches) SS-Panzerkorps.

## Leven

### Afkomst
Georg was een zoon van een Pruisische Oberst a. D. Otto Keppler (27 oktober 1854 - 16 november 1936) en zijn vrouw Amalie Elisabeth, geboren Heyke (21 mei 1870).

### Eerste Wereldoorlog
Na het behalen van zijn Abitur aan het Altes Gymnasium in Bremen, trad Keppler als Fahnenjunker in het Füsilier-Regiment „General-Feldmarschall Prinz Albrecht von Preußen“ (Hannoversches) Nr. 73 van het Pruisische leger. Van oktober 1913 tot mei 1914 werd hij voor opleiding naar de Kriegsschule in Glogau gecommandeerd. Na zijn terugkeer werd hij op 18 juni 1914 met Patent vanaf 23 juni 1912 tot Leutnant bevorderd.
Aan het begin van de Eerste Wereldoorlog werd hij samen met zijn regiment gemobiliseerd, en voor het eerst als pelotons- (Zugführer) en compagniescommandant aan het westfront ingezet. Bij Saint-Quentin raakte hij op 29 augustus 1914 zwaargewond. Na zijn verblijf in het ziekenhuis en herstel werd Keppler overgeplaatst naar het 39. Infanterie-Brigade. Hier en in zijn latere commando's bij het 19e Reserve Divisie, had hij een functie als ordonnansofficier. Hij diende als Oberleutnant (vanaf 16 oktober 1917) en regimentsadjudant in zijn eigen regiment.

### Interbellum
Na de Eerste Wereldoorlog volgde zijn opname in de Reichswehr, en Keppler werd bij het Reichswehr-Infanterie-Regiment 19 ingedeeld. Begin augustus 1919 nam hij toch ontslag uit het leger, en trad als Gruppenadjutant in dienst van het Sicherheitswehr in Hannover op. In dezelfde functie verbleef Keppler ook nadat het Sicherheitswehr in de Schutzpolizei in Hannover opging. Als Hauptmann der Schupo was hij in de jaren 1924-1926 leider van een Hundertschaft. Om politieke en persoonlijke redenen nam Keppler op 1 juli 1926 ontslag bij de Pruisische politie en trad toe tot de Landespolizei van Thüringen. Hierna zat hij bij de politieafdeling van Gotha, en dan van januari 1927 tot midden februari 1928 als leider van de zelfstandige Hundertschaft in Hildburghausen. Tot het eind van juni 1930, werd hij ingezet als referent voor politieaangelegenheden, organisatie en als chef van de Landespolizei Thüringen. Daarna was Keppler tot november 1933, commandant van de Schutzpolizei Jena en werd op 1 juli 1931 tot Major der Schupo bevorderd. En hij nam op 24 mei 1935 de functie over van commandant van de Landespolizei-Abteilung Gotha.
Al in oktober 1930 was Keppler lid van de NSDAP.
Na in totaal 14 jaar in de politie, nam hij ontslag en ging weer terug het leger in en was een korte tijd als Major in het Infanterieregiment 32 werkzaam. Vandaar maakte hij in oktober 1935 de overstap naar de SS-Verfügungstruppe. Als SS-Sturmbannführer (majoor) kreeg hij het commando over een 1e bataljon van de SS-Standarte 1. Na de Anschluss Oostenrijk („Ostmark“), werd hij met de leiding van SS-Standarte 3 belast, welke kort daarvoor met de eretitel „Der Führer“ onderscheiden was en geherstructureerd werd in een Panzergrenadierregiment.

### Tweede Wereldoorlog
In oktober 1939 werd het SS-Panzergrenadier-Regiment 4 „Der Führer“ onderdeel van de SS-Verfügungsdivision. Die nam deel aan de slag om Frankrijk, en opereerde in de Balkan en Rusland. 
In augustus 1940 werd Keppler door Paul Hausser voor het Ridderkruis van het IJzeren Kruis voorgedragen. Als eerste lid van de Waffen-SS werd hij op 15 augustus 1940 ermee onderscheiden. 
op 9 november 1940 werd hij bevorderd tot SS-Brigadeführer en Generalmajor in de Waffen-SS. Midden juli 1941 nam hij voor korte tijd het commando van het 3. SS-Division „Totenkopf“, dit vanwege het gewond raken van Theodor Eicke, om daarop aansluitend het commando van het 6. SS-Gebirgs-Division Nord op zich te nemen. 
Aan het eind van 1941 kreeg Keppler regelmatig optredende ernstige hoofdpijnen, om uiteindelijk een hersentumor gediagnostiseerd te krijgen. De lente van 1942 bracht hij onder medisch toezicht door, drie maanden voordat hij tot SS-Gruppenführer en Generalleutnant in de Waffen-SS bevorderd werd. Kort daarna kreeg hij het commando over de 2. SS-Panzer-Division Das Reich. In februari 1943 gaf hij op advies van zijn artsen, het commando zijn divisie weer af. Hij kreeg verschillende administratieve functies binnen de Waffen-SS, waaronder in het Protectoraat Bohemen en Moravië en in Hongarije. Na zijn bevordering tot SS-Obergruppenführer en General in de Waffen-SS op 20 april 1944, kreeg hij weer een nieuw commando namelijk over het I. SS-Panzerkorps, welke van 16 augustus tot 24 oktober 1944 aan de gevechten in Normandië deelname. Op 30 oktober 1944 werd hij overgeplaatst naar het III. (germanisches) SS-Panzerkorps, dat aan het oostfront vocht en dat hij commandeerde tot 2 april 1945. Aansluitend werd hij de laatste bevelvoerende-generaal van het XVIII. SS-Armeekorps. Na deze vernietiging in de regio Donaueschingen-Schaffhausen vocht hij zich met een kleine Kampfgruppe terug naar Seebruck waar zijn familie zich bevond, en waar hij zich op 22 mei 1945 aan de United States Armed Forces overgaf.

### De naoorlogse tijd
Op 26 april 1948 werd Keppler uit het Amerikaanse krijgsgevangenen- en interneringskamp vrijgelaten. Hij was tot december 1952 werkzaam als commercieel medewerker in Opper-Beieren, en verhuisde met zijn familie naar Hamburg. Daar werkte hij als handelsbediende in een chemicaliënhandel, en vervolgens tot zijn pensionering in 1961 als geautoriseerde procuratiehouder.

## Familie[1]
Op 1 februari 1922 trouwde Keppler met Elisabeth Crudup (geboren 7 december 1897 te Krotoschin in Posen), de dochter van de voormalig Generalmajor Karl-Hermann Crudup. Het echtpaar kreeg een dochter (13 september 1923) en zoon (25 januari 1922-1940).

## Militaire carrière
Keppler bekleedde verschillende rangen in zowel de Allgemeine-SS als Waffen-SS. De volgende tabel laat zien dat de bevorderingen niet synchroon liepen.
| Datum                                                   | Deutsche Heer | Schutzpolizei        | Heer  | Allgemeine-SS          | Waffen-SS                        |
| ------------------------------------------------------- | ------------- | -------------------- | ----- | ---------------------- | -------------------------------- |
| 28 februari 1913                                        | Fahnenjunker  | —                    | —     | —                      | —                                |
| 1914                                                    | Fähnrich      | —                    | —     | —                      |                                  |
| 18- 19 juni 1914 (met Patent van 23 juni 1912)          | Leutnant      | —                    | —     | —                      | —                                |
| 16-18 oktober 1917                                      | Oberleutnant  | —                    | —     | —                      | —                                |
| 21 juni 1920                                            | —             | Hauptmann der Schupo | —     | —                      | —                                |
| 1 juli 1931                                             | —             | Major der Schupo     | —     | —                      | —                                |
| 24 mei 1935                                             | —             | —                    | Major | —                      | —                                |
| 10 oktober 1935                                         | —             | —                    | —     | SS-Sturmbannführer     | —                                |
| 20 april 1937                                           | —             | —                    | —     | SS-Obersturmbannführer | —                                |
| 20 april 1938                                           | —             | —                    | —     | SS-Standartenführer    | —                                |
| 13 mei 1940                                             | —             | —                    | —     | —                      | SS-Oberführer der Reserve (W-SS) |
| 9 november 1940                                         | —             | —                    | —     | SS-Brigadeführer       | Generalmajor in de Waffen-SS     |
| 30 januari 1942                                         | —             | —                    | —     | SS-Gruppenführer       | Generalleutnant in de Waffen-SS  |
| 20 april 1944-25 mei 1944 (met ingang van 21 juni 1944) | —             | —                    | —     | SS-Obergruppenführer   | Generaal in de Waffen-SS         |

## Lidmaatschapsnummers
- NSDAP-nr.: 338 211[10] (lid geworden 1 oktober 1930[2][6][9])
- SS-nr.: 273 799[10] (lid geworden 10 oktober 1935[2][6][9])

## Onderscheidingen
Selectie:
- Ridderkruis van het IJzeren Kruis op 15 augustus 1940 als SS-Oberführer en Commandant van de SS-Standarte "Der Führer" / SS-Verfügungsdivision / 18.Armee / Heeresgruppe B[13][14][2][1]
- Hanseatenkruis Hamburg[6][2][1]
- Kruis voor Militaire Verdienste, 2e Klasse[6] am Band für Kämpfer[2][1]
- Gewondeninsigne 1918 in zilver[11][6][2] in 1918[1]
- Silezische Adelaar, 1e Klasse[2] en 2e Klasse[2][1]
- Herhalingsgesp bij IJzeren Kruis 1939, 1e Klasse (13 mei 1940[2][6][1]) en 2e Klasse (13 mei 1940[2][6][1])
- Mouwband Kurland in 1943[2] - 1945[1]
- Julleuchter der SS op 16 december 1935[2][1]